# Conjunctivită

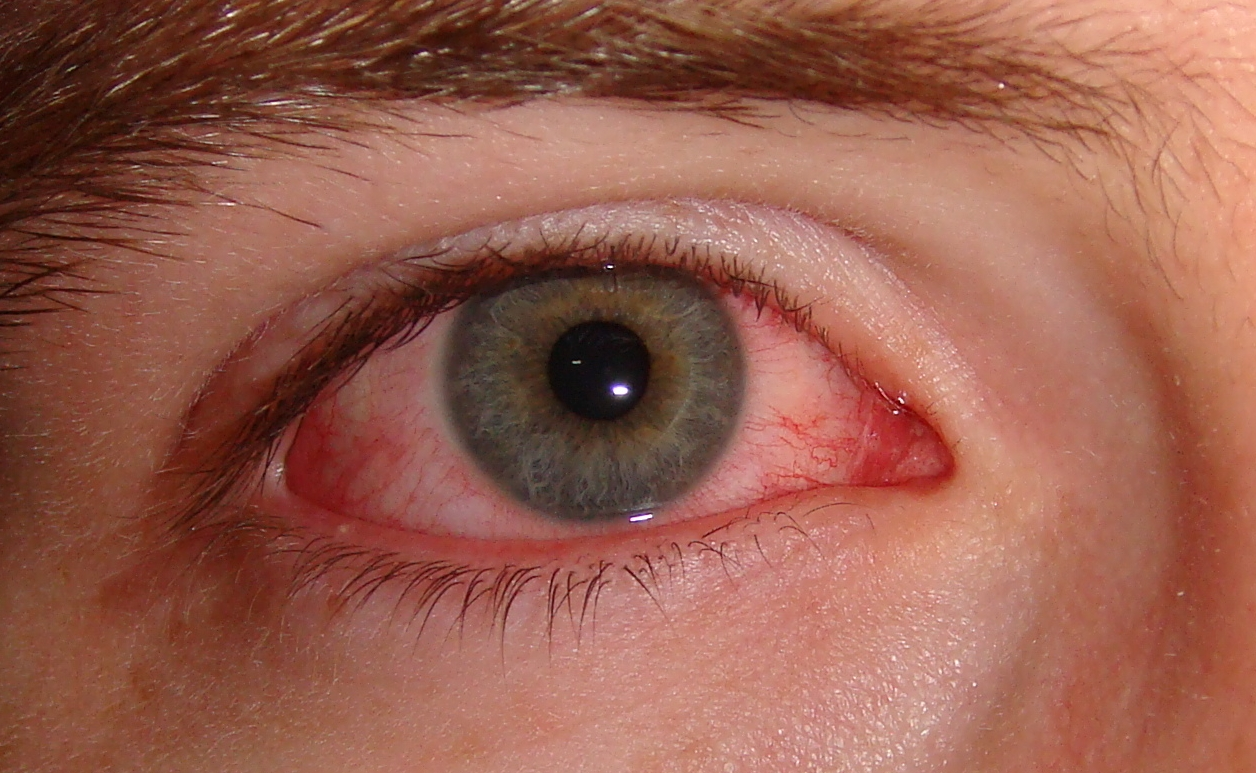
Ochi având conjunctivită